# 山口県道32号萩秋芳線
山口県道32号萩秋芳線（やまぐちけんどう32ごう はぎしゅうほうせん）は、山口県萩市から美祢市に至る県道（主要地方道）である。

## 概要
萩・秋吉台という観光地を結ぶ、重要な路線であり、萩と小郡を結ぶ陰陽連絡道ともなっている。
萩市の南東部、椿地区の国道262号より分岐する。分岐点から同市内明木までは萩道路となっている（2010年3月21日に無料開放）。明木地区内は国道262号と重複し、その後再度分岐し萩市と美祢市の間にある雲雀峠を過ぎると、今度は国道490号と重複する。美祢市美東町絵堂の銭屋で再び分岐、そのまま南下して美祢市美東町大田交差点を右折、美祢市秋芳町上八重で国道435号へ接続して終点となる。美祢市美東町絵堂-大田交差点は旧国道490号、大田交差点-秋芳町上八重は旧国道435号の区間である。
かつては美祢市美東町銭屋から山口県道28号小郡三隅線といったん重複し、秋吉台上を抜けて秋芳町の中心地区である秋吉地区に至るルートをとっていたが、2011年5月27日付の山口県告示第232号による路線変更により、旧道区間の大半は山口県道242号秋吉台公園線に移管、残る美祢市美東町銭屋 - 美祢市美東町赤、美祢市秋芳町秋吉台 - 美祢市秋芳町（旦交差点）の区間は美祢市道になった。

### 路線データ
- 起点：萩市椿（国道262号（山口県道293号萩長門峡線重複）交点）
- 終点：美祢市秋芳町秋吉（上八重交差点＝国道435号交点・山口県道242号秋吉台公園線終点）

## 歴史
- 1993年（平成5年）5月11日 - 建設省から、県道明木萩線・県道下関萩線の一部・県道銭屋美祢線の一部・県道秋吉台公園線が萩秋芳線として主要地方道に指定される[1]。

## 路線状況

### 重複区間
- 国道262号（萩市明木 地内）
- 国道490号（美祢市美東町絵堂字二反田 - 美祢市美東町絵堂字銭屋・銭屋交差点）

### 道の駅
- 道の駅萩往還

## 地理

### 通過する自治体
- 萩市
- 美祢市

### 交差する道路
| 交差する道路                                   | 市町村名 | 交差する場所         | 交差する場所             |
| ---------------------------------------------- | -------- | -------------------- | ------------------------ |
| 国道262号 山口県道293号萩長門峡線 重複         | 萩市     | 椿                   | 起点                     |
| E9 山陰自動車道                                | 萩市     | 椿                   | 萩IC                     |
| 国道262号 重複区間起点                         | 萩市     | 明木（あきらぎ）     |                          |
| 山口県道308号明木美東線                        | 萩市     | 明木                 |                          |
| 国道262号 重複区間終点                         | 萩市     | 明木                 | 角力場（すもうば）交差点 |
| 山口県道312号矢代佐々並線                      | 萩市     | 明木                 |                          |
| 国道490号 重複区間起点                         | 美祢市   | 美東町絵堂           |                          |
| 国道490号 重複区間終点 山口県道239号銭屋美祢線 | 美祢市   | 美東町絵堂           | 銭屋交差点               |
| 山口県道241号秋吉台絵堂線                      | 美祢市   | 美東町絵堂           |                          |
| 山口県道307号佐々並美東線                      | 美祢市   | 美東町大田（おおだ） |                          |
| 山口県道30号小野田美東線                       | 美祢市   | 美東町大田           | 大田交差点               |
| 国道435号 山口県道242号秋吉台公園線            | 美祢市   | 秋芳町秋吉           | 上八重交差点 / 終点      |